# Frankie Yale
Francesco Ioele (pronunciación en italiano: /franˈtʃesko joˈɛːle/; 22 de enero de 1893 - 1 de julio de 1928), conocido como Frankie Yale o Frankie Uale  (Longobucco, 22 de enero de 1893 - Nueva York, 1 de julio de 1928), fue un gángster ítalo-estadounidense radicado en Brooklyn y segundo empleador de Al Capone.

## Primeros años
Yale nació en Longobucco, Italia el 22 de enero de 1893 de Domenico e Isabella (de soltera DeSimone) Ioele. Tenía un hermano mayor, John, y dos hermanos menores, Assunta y Angelo. Él y su familia llegaron a los Estados Unidos c. 1900. Cuando era adolescente, Ioele se hizo amigo de John Torrio, quien lo introdujo en la Five Points Gang y lo preparó para una vida delictiva. Poco después de que Torrio se fuera a Chicago, en 1909, Ioele "americanizó" su apellido a Yale. A pesar de su estatura mediana y su complexión regordeta, Yale era un temible luchador y ladrón. En 1910, a los 17 años, Yale y un amigo, un luchador llamado Bobby Nelson, golpearon severamente a varios hombres durante una pelea en un salón de billar de Coney Island, que involucró romper tacos de billar y lanzar bolas de billar. Uno de sus primeros arrestos, en octubre de 1912, fue bajo sospecha de homicidio.

## Jefe del crimen de Brooklyn
Al igual que su mentor Johnny Torrio, Yale pertenecía a una nueva generación de gánsteres que creían en anteponer los negocios al ego. Después de comenzar con un poco de extorsión básica, Yale tomó el control del comercio de entrega de hielo de Brooklyn al vender "protección" y crear monopolios. En 1917, con las ganancias de estas estafas, Yale abrió el bar Harvard Inn en Seaside Walk en Coney Island. Con la esperanza de capitalizar el nombre colegiado de su barra, comenzó a usar el nombre de Yale. Fue en el Harvard Inn donde un joven portero llamado Al Capone se hizo sus famosas cicatrices faciales en una disputa con Frank Galluccio, después de que Capone coqueteara con la hermana de Galluccio. Después de dos años en Yale, Capone fue enviado al oeste a Chicago por Yale y se unió a la organización de Torrio.
La pandilla de Yale participó en actividades de extorsión de la Mano Negra y dirigió una serie de burdeles. Su pandilla se convirtió en la primera "familia" mafiosa de nuevo estilo que incluía italianos de todas las regiones y podía trabajar en asociación con otros grupos étnicos si era bueno para el negocio. Los "servicios" de Yale a sus clientes incluían ofrecer "protección" a los comerciantes locales y controlar los servicios de alimentos para los restaurantes, así como las entregas de hielo para los residentes de Brooklyn. La actividad secundaria notoria de Yale era su línea de cigarros, unos cigarros malolientes empaquetados en cajas que mostraban su rostro sonriente. Yale también poseía y operaba su propia funeraria en 6604 14th Avenue (él y su familia vivían al otro lado de la calle). Cuando se le preguntó sobre su profesión, Yale comentó con ironía que era un "enterrador". Al comienzo de la Prohibición, Yale se convirtió en uno de los mayores contrabandistas de Brooklyn.[cita requerida]
Además de Capone, otros gánsteres que trabajaron para Yale en un momento u otro incluyeron a Joe Adonis, Anthony "Little Augie" Carfano y Albert Anastasia. El principal asesino de Yale fue Willie "Two-Knife" Altieri, apodado así debido a su método preferido para despachar a una víctima.

## Vida personal
Poco después de la apertura del Harvard Inn, Yale se casó con Maria Delapia, con quien tuvo dos hijas, Rosa e Isabella. Más tarde se separaron, se casó con una mujer más joven llamada Lucita en 1927 y tuvieron una hija, Angelina. Yale también se destacaba por su elegancia, favoreciendo los trajes costosos y las joyas con diamantes. Un reportero de un periódico lo llamó el "Beau Brummell de Brooklyn". Yale también era conocido por su generosidad hacia las personas menos afortunadas de su vecindario, quienes a menudo se acercaban a él y le pedían ayuda financiera. Después de que robaron al propietario de una tienda de delicatessen local, Yale reemplazó el dinero perdido. Cuando un vendedor ambulante de pescado perdió su carrito, Yale le dio $200 con una advertencia: "Consigue un caballo, eres demasiado viejo para caminar". Yale fue apodado el "Príncipe de Pals".
Por el contrario, Yale era un hombre violento que no dudaba en infligir dolor a los demás. Cuando se enojó con su hermano menor Angelo, Yale lo golpeó tan fuerte que terminó en el hospital. Cuando dos extorsionistas intentaron extorsionar al popular operador de guardarropa de un restaurante del vecindario, Yale golpeó a los dos hasta dejarlos inconscientes. En mayo de 1920, Yale viajó a Chicago y mató personalmente al jefe de la banda Big Jim Colosimo a instancias de los amigos de Chicago Outfit Torrio y Capone. Colosimo fue presuntamente asesinado porque se interpuso en el camino de su pandilla para obtener enormes ganancias de contrabando en Chicago. Aunque la policía de Chicago sospechaba de Yale nunca fue acusado oficialmente.

## Rivales
La tradición ha afirmado durante mucho tiempo que Yale luchó en una desesperada guerra de pandillas por el control de los muelles de Brooklyn con la Mano Blanca irlandesa. Investigaciones recientes han cuestionado gran parte de eso e indicaron que los peores enemigos de Yale no eran los mafiosos irlandeses del puerto, sino las familias criminales italianas rivales que competían constantemente por el poder en Brooklyn durante la década de 1920.
El primer atentado conocido contra la vida de Yale ocurrió el 6 de febrero de 1921, cuando él y dos de sus hombres fueron emboscados en el Bajo Manhattan después de que bajaron de su automóvil para asistir a un banquete. Uno de los guardaespaldas de Yale murió y el otro resultó herido, y el propio Yale sufrió una herida grave en el pulmón. Yale se recuperó después de una recuperación prolongada.
Cinco meses después de la lesión de Yale, el 15 de julio de 1921, él, su hermano Angelo y cuatro hombres conducían por Cropsey Avenue en Bath Beach cuando otro automóvil lleno de hombres armados rivales los alcanzó y abrió fuego. Angelo y uno de los hombres de Yale resultaron heridos. Se cree que este ataque se llevó a cabo en venganza por el asesinato el 5 de junio de un mafioso de Manhattan llamado Ernesto Melchiorre, quien había sido asesinado después de una visita nocturna al Harvard Inn. Se creía que el hermano de Melchiorre, Silvio, había sido la fuerza impulsora detrás del ataque fallido. Ocho días después, los hombres de Yale mataron a tiros a Silvio Melchiorre frente a su café Little Italy.
Otro atentado contra la vida de Yale tuvo lugar el 9 de julio de 1923. El chofer de Yale, Frank Forte, había llevado a la familia de Yale a un bautizo en una iglesia cercana. Mientras Yale decidió caminar de regreso a su casa en 14th Avenue, Forte llevó a Maria Yale y sus dos hijas de regreso. Cuando las mujeres salían del vehículo, pasó un automóvil lleno de cuatro gánsteres, confundieron a Frank Forte con su jefe y le dispararon.

## Asesinato de O'Banion
En noviembre de 1924, se le pidió a Yale una vez más que fuera a Chicago para ayudar a Capone y Torrio, que necesitaban otro rival asesinado. El 10 de noviembre de 1924, Yale, John Scalise y Albert Anselmi entraron en la floristería Schofield y mataron al líder de la North Side Gang Dion O'Banion. Ocho días después, la policía de Chicago arrestó a Yale y Sam Pollaccia en la Union Station de Chicago cuando estaban a punto de partir hacia Nueva York. Yale dijo que había venido a la ciudad para el funeral del presidente de Unione Siciliana Mike Merlo y se quedó para ver a viejos amigos. Yale afirmó además que estaba almorzando en el momento del asesinato de O'Banion. La policía no pudo sacudirse su coartada y se vio obligada a liberarlo.

## El incidente del club Adonis
En las primeras horas de la mañana del 26 de diciembre de 1925, el jefe de la pandilla White Hand Richard "Pegleg" Lonergan y algunos de sus hombres fueron atacados en el Adonis Club de Brooklyn por un puñado de hombres de Yale y Al Capone visitante (el hijo de Capone Sonny acababa de ser operado de una infección mastoidea en Nueva York). La historia habitual tiene la temida guerra entre la "Mano Negra" y la "Mano Blanca" que llega a su punto culminante de manera dramática cuando Lonergan conduce a sus hombres al club para atacar al equipo de Yale cuando se reúnen para su fiesta anual de Navidad. En cambio, Yale tiene a Al Capone y sus hombres preparando una emboscada y abriendo fuego contra Lonergan, Aaron Harms, James "Ragtime" Howard, Paddy Maloney, Cornelius "Needles" Ferry y James Hart. Lonergan, Ferry y Harms murieron, mientras que Hart resultó gravemente herido.
Un examen de los informes policiales originales y los relatos de los testigos no respaldan esta versión. Según el autor Patrick Downey, lo más probable es que los tiroteos en el Adonis Club fueran una reacción espontánea a una discusión de borrachos que Needles Ferry había tenido con Capone y sus compañeros.

## Caída
A mediados de la década de 1920, Yale era conocido como uno de los mafiosos más poderosos de Brooklyn. Además de sus numerosas estafas, Yale incursionó también en el crimen organizado laboral y la extorsión en los muelles. Sin embargo, en la primavera de 1927, la larga amistad de Yale con Capone comenzó a desmoronarse. Como importante importador de whisky canadiense, Yale suministró gran parte del whisky de Capone. Yale supervisaría el desembarco de la bebida y se aseguraría de que los camiones con destino a Chicago atravesaran de forma segura Nueva York. Pronto, muchos de los camiones comenzaron a ser secuestrados antes de salir de Brooklyn. Ante la sospecha de una traición, Capone le pidió a un viejo amigo, James "Filesy" DeAmato, que vigilara sus camionetas. DeAmato informó que Yale efectivamente estaba secuestrando su bebida. Poco después de esto, el espía de Capone se dio cuenta de que su tapadera había sido descubierta e intentó sin éxito dispararle a Yale la noche del 1 de julio de 1927. Seis noches después, DeAmato fue asesinado a tiros en una esquina de Brooklyn.
En un último esfuerzo por enmendar la relación con su viejo amigo, Capone invitó a Yale a Chicago para ver la revancha por el título de peso pesado Dempsey-Tunney en Soldier Field el 22 de septiembre de 1927. Si bien su visita fue lo suficientemente cortés, la amistad de la pareja comenzó a deteriorarse rápidamente después de que Yale regresara a Nueva York. Distraído por una guerra de pandillas con el mafioso rival Joe Aiello, un breve exilio de Chicago, y las elecciones primarias republicanas de 1928, Capone tuvo que esperar hasta la primavera de 1928 para planear represalias.
El domingo por la tarde, 1 de julio de 1928, Yale estaba en su Club Sunrise, ubicado en 14th Avenue y 65th Street, cuando recibió una llamada telefónica críptica. La persona que llamó dijo que algo andaba mal con la nueva esposa de Yale, Lucy, que estaba en casa cuidando a su hija de un año. Rechazando la oferta de Joseph Piraino de llevarlo, Yale salió corriendo en su flamante cupé Lincoln color café y tomó New Utrecht Avenue, donde un sedán Buick que transportaba a cuatro personas armadas se detuvo junto a él. Si bien el nuevo Lincoln de Yale se fabricó con placas de blindaje, el distribuidor se había olvidado de proteger las ventanas a prueba de balas. Reconociendo su peligro, cuando cambió la luz del semáforo, Yale arrancó. Después de una persecución por New Utrecht, Yale se desvió hacia el oeste por la calle 44, seguido de cerca por el Buick. El automóvil de Yale pronto fue alcanzado por el Buick, cuyos ocupantes abrieron fuego a quemarropa. Un disparo de escopeta golpeó al jefe de la banda de Brooklyn en el lado izquierdo de la cabeza, mientras que una bala de metralleta le atravesó el cerebro. Cualquier herida habría matado a Yale instantáneamente. El Lincoln ahora fuera de control viró a la derecha, saltó a la acera y se estrelló contra el escalón de una casa de piedra rojiza en el n. ° 923. Esta fue la primera vez que se usó una ametralladora en un asesinato de bandas en la ciudad de Nueva York. El 2 de agosto de 1928, se informó que se buscaba a dos hombres por el asesinato de Yale.

## Consecuencias
El Buick abandonado fue descubierto más tarde a pocas cuadras del lugar del crimen. Dentro del auto la policía encontró una pistola calibre .38, una .45 automática, una escopeta de cañón recortado y un subfusil Thompson. Las pistolas finalmente se rastrearon hasta Miami, el automóvil en sí se rastreó hasta Knoxville, Tennessee, y la ametralladora hasta un comerciante de artículos deportivos de Chicago llamado Peter von Frantzius. La policía notó que en el momento del asesinato, Yale llevaba un anillo de diamantes de cuatro quilates, así como una hebilla de cinturón grabada con sus iniciales. Las letras de la hebilla contenían un total de 75 tachuelas de diamantes. Se decía que Capone regalaba tales hebillas de cinturón a aquellos a quienes admiraba mucho.
La policía interrogó repetidamente a Capone sobre el asesinato de Yale, pero no salió nada de las investigaciones. El asesinato de Yale representó la primera vez que se usó la ametralladora Thompson en una guerra entre bandas de Nueva York. Se teorizó que los asesinos de Yale eran los pistoleros de Capone Tony "Joe Batters" Accardo, Fred "Killer" Burke, Gus Winkler, George "Shotgun" Ziegler, y Louis "Little New York" Campagna. Se cree que la mayoría de estos sicarios participaron en la Masacre del Día de San Valentín siete meses después. Una de las ametralladoras utilizadas en la masacre se vinculó balísticamente más tarde al asesinato de Yale.
Yale recibió uno de los funerales de pandilleros más impresionantes en la historia de Estados Unidos, en el que miles de habitantes de Brooklyn se alinearon en las calles para ver la procesión. Fue enterrado vestido con traje de noche, sosteniendo guantes de ante gris y un rosario de oro. Se requirieron treinta y ocho autos para llevar todos los arreglos florales mientras que 250 limusinas Cadillac llevaron a los dolientes. El ataúd de plata de $ 15,000 de Yale descansaba sobre un coche fúnebre abierto con un podio. En el Cementerio de Holy Cross, hubo drama adicional cuando dos mujeres diferentes afirmaron ser la esposa de Yale. Mientras se bajaba el ataúd, 112 dolientes arrojaron rosas a la tumba simultáneamente. El funeral de Yale estableció un estándar de opulencia para los gánsteres estadounidenses que rara vez se ha igualado a lo largo de los años.

## Legado
Si bien Yale es algo pasado por alto en las historias criminales, fue uno de los principales mafiosos de Nueva York en la década de 1920. En las secuelas iniciales del asesinato de Yale, Anthony Carfano asumió el liderazgo de su familia. Cuatro meses después, Joe Masseria orquestó el asesinato del mafioso Salvatore D'Aquila. La reunión del Hotel Statler de diciembre de 1928 en Cleveland probablemente fue convocada para evitar una posible guerra de pandillas en Nueva York. Aproximadamente la mitad de los hombres y el territorio de Yale fueron absorbidos por la familia criminal D'Aquila, que ahora estaba dirigida por Al Mineo, mientras que el resto permaneció bajo Carfano. El asesinato de Yale resultó ser el primero de una serie de eventos que facilitaron el intento de Masseria de consolidar a todas las familias mafiosas de Nueva York bajo su control, lo que eventualmente resultó en la Guerra Castellammarese.

## En la cultura popular
- Yale se menciona en la obra de teatro de Arthur Miller A View from the Bridge.
- A la historia de Yale se le dio el tratamiento de cómic en All True Detective Cases No. 2, Avon Comics abril/mayo de 1954.
- Yale es interpretado por John Cassavetes en la película de 1975 Capone.
- Yale es interpretado por Robert Ellenstein en la serie de televisión The Lawless Years y por Al Ruscio en la original The Intocables serie de televisión. Una descripción mucho más simplificada de su asesinato apareció en la escena inicial de un episodio de la nueva versión.
- Es interpretado por Joseph Riccobene en la serie de HBO Boardwalk Empire.